# Чизмен, Томас Фредерик
Томас Фредерик Чизмен (англ. Thomas Frederic Cheeseman; 8 июня 1846[…], Кингстон-апон-Халл, Йоркшир и Хамбер — 6 октября 1923[…], Окленд) — новозеландский ботаник, зоолог  и натуралист (естествоиспытатель) английского происхождения.

## Биография
Томас Фредерик Чизмен родился в городе Кингстон-апон-Халл в 1846 году. В 1852 году в возрасте 6 лет он вместе со своей семьёй эмигрировал в Новую Зеландию. Хотя Томас Фредерик Чизмен был известен прежде всего как ботаник, он, возможно, смог бы достичь такой же известности в области зоологии, если бы решил сделать зоологическую тему основной в своих научных исследованиях. В 1876 году он опубликовал список новых видов моллюсков, найденных в оклендской гавани. Но ещё большее значение имели три его работы, в которых были описаны новые роды и новые виды моллюсков. Эти три работы были написаны так хорошо, что сделанные выводы остаются бесспорными и по сей день, и рассмотрение объекта исследования в данных научных работах всё ещё служит моделью того, как подобные работы должны быть сделаны. Томас Фредерик Чизмен умер 15 октября или 16 октября 1923 года.

## Научная деятельность
Томас Фредерик Чизмен специализировался на папоротниковидных и на семенных растениях.

## Публикации
Томас Фредерик Чизмен опубликовал 79 научных статей в Transactions of the Royal Society of New Zealand, включая:
- Cheeseman T. F. 1878. Descriptions of three new Species of Opisthobranchiate Mollusca, from New Zealand. Transactions of the Royal Society of New Zealand, volume 11[10].
- Cheeseman T. F. 1906. Manual of the New Zealand flora[11].
- Cheeseman T. F, Hemsley W. B. & Smith M. 1914. Illustrations of the New Zealand Flora, volume 1[12], volume 2[13].